# Алессандро Дзанолі
Алессандро Дзанолі (італ. Alessandro Zanoli; нар. 3 жовтня 2000, Карпі) — італійський футболіст, правий захисник клубу «Наполі». На умовах оренди грає за «Дженоа».

## Клубна кар'єра
Народився 3 жовтня 2000 року в місті Карпі. Починав займатися футболом в системі місцевого однойменного клубу, звідки 2018 року перейшов до клубної системи «Наполі».
У дорослому футболі дебютував 2020 року виступами на умовах оренди за третьоліговий «Леньяго», де був основним виконавцем на правому фланзі захисту, взявши участь у 35 іграх чемпіонату.
Влітку 2021 року повернувся до «Наполі», у складі якого в сезоні 2021/22 дебютував в іграх Серії A і по ходу сезону досить регулярно залучався до матчів на рівні найвищого дивізіону країни. Однак від початку сезону 2022/23 практично припинив залучатися до основної команди неаполітанців і другу його половину провів в оренді у «Сампдорії».
На сезон 2023/24 був знову заявлений за «Наполі».

## Виступи за збірну
2022 року дебютував у складі молодіжної збірної Італії.

## Статистика виступів

### Статистика клубних виступів
Станом на 4 червня 2023
| Сезон              | Команда            | Чемпіонат          | Чемпіонат | Чемпіонат | Національний кубок | Національний кубок | Національний кубок | Єврокубки | Єврокубки | Єврокубки | Інші змагання | Інші змагання | Інші змагання | Усього | Усього |
| Сезон              | Команда            | Ліга               | Ігор      | Голів     | Ліга               | Ігор               | Голів              | Ліга      | Ігор      | Голів     | Ліга          | Ігор          | Голів         | Ігор   | Голів  |
| ------------------ | ------------------ | ------------------ | --------- | --------- | ------------------ | ------------------ | ------------------ | --------- | --------- | --------- | ------------- | ------------- | ------------- | ------ | ------ |
| 2020–21            | «Леньяго»          | C                  | 35+2      | 1         | КІ                 | 0                  | 0                  | -         |           |           | -             | -             | -             | 37     | 1      |
| 2021–22            | «Наполі»           | A                  | 12        | 0         | КІ                 | 0                  | 0                  | ЛЄ        | 1         | 0         | -             | -             | -             | 13     | 0      |
| 2022-січ. 2023     | «Наполі»           | A                  | 1         | 0         | КІ                 | 0                  | 0                  | ЛЧ        | 2         | 0         | -             | -             | -             | 3      | 0      |
| січ.-черв. 2023    | «Сампдорія»        | A                  | 22        | 2         | КІ                 | 1                  | 0                  | -         | -         | -         | -             | -             | -             | 23     | 2      |
| 2023–24            | «Наполі»           | A                  | 0         | 0         | КІ                 | 0                  | 0                  | ЛЧ        | 0         | 0         | СІ            | -             | -             | 0      | 0      |
| Усього за «Наполі» | Усього за «Наполі» | Усього за «Наполі» | 13        | 0         |                    | 0                  | 0                  |           | 3         | 0         |               | -             | -             | 16     | 0      |
| Усього за кар'єру  | Усього за кар'єру  | Усього за кар'єру  | 72        | 3         |                    | 1                  | 0                  |           | 3         | 0         |               | -             | -             | 76     | 3      |

### Статистика виступів за збірну
Станом на 4 червня 2023